# 吉田憲司 (歯学者)
吉田 憲司（よしだ けんじ、1954年? - 2019年1月29日）は、日本の歯科医師、歯学者。愛知学院大学歯学部顎口腔外科学講座特殊診療科教授。元日本レーザー歯学会理事長。

## 略歴
1981年に愛知学院大学歯学部歯学科卒業、以後同大学助手、講師、助教授を経て2001年より同大学教授に就任。
1988年愛知学院大学より歯学博士号を得る。論文の題は「下顎前突症患者術後の予想顔貌に関する研究」。

## 著作
- 吉田憲司 他 著、松本光吉、Loh Hong Sai 編『歯科用レーザーの臨床 疾患対応編』医歯薬出版〈歯界展望 別冊〉、1995年6月。
- 編集委員長 森岡俊夫 編集委員 須田英明、津田忠政、吉田憲司 編『歯科用レーザー・21世紀の展望 パート2』クインテッセンス出版、東京都文京区〈別冊　ザ・クインテッセンス〉、2004年11月10日。ISBN 978-4-87417-827-0。 NCID BA5571222X。

## 所属団体
- 日本レーザー歯学会理事長[4]
- 日本歯科審美学会評議員[5]
- 日本レーザー医学会理事[6]
- 日本レーザー治療学会理事[7]